# Porto do Rosa
Porto do Rosa é um bairro situado no município de São Gonçalo, no Estado do Rio de Janeiro.
O nome do bairro é herança da antiga Olaria Porto do Rosa, localizada na fazenda do Capitão Antônio José de Souza Rosa. A porteira de sua propriedade ficava próxima ao local onde eram empilhadas as mercadorias que chegavam e partiam do porto, o que a transformou em ponto de referência para os moradores da redondeza e para os barqueiros e comerciantes. A localidade ficou assim conhecida, como Porto do Rosa, e assim foi reconhecida pela Câmara de Vereadores.